# Jimmy Archey
Jimmy Archey (12 de octubre de 1902 – 16 de noviembre de 1967) fue un trombonista de jazz estadounidense, conocido por su trabajo en las más prestigiosas orquestas de jazz y big bands de su época, incluida la suya propia. Trabajó junto a músicos como James P. Johnson, King Oliver, Fats Waller y Luis Russell.

## Biografía
Nacido en Norfolk, Virginia, a finales de los años 30, Archey participó en varias big bands junto a músicos como Benny Carter, Coleman Hawkins, Cab Calloway, Duke Ellington y Claude Hopkins. Durante las décadas de los 40 y 50 pasó la mayor parte del tiempo trabajando para bandas revival del sonido clásico de Nueva Orleans, con artistas como Bob Wilber y Earl Hines.